# Gare d'Utrecht-Lunetten
La gare d'Utrecht-Lunetten (en néerlandais : station Utrecht Lunetten) est une gare néerlandaise située à Utrecht, chef-lieu de la province d'Utrecht.

## Situation ferroviaire
La gare est située sur la ligne d'Utrecht à Boxtel, reliant le centre du pays au sud (au-delà de Boxtel, vers Eindhoven et Maastricht, au sud-est).

## Histoire
La gare actuelle est ouverte le 25 septembre 1980 et est toujours en service. Auparavant, une gare du même nom, mais située un peu plus au nord, avait déjà été ouverte aux voyageurs du 10 juin 1874 jusqu'au 15 mai 1932.

## Service des voyageurs

### Desserte
Les trains s'arrêtant à la gare d'Utrecht Lunetten font partie du service assuré par les Nederlandse Spoorwegen reliant Utrecht à Bréda et à Tiel.